# Pere Gabriel
Pere Gabriel Sirvent (Tarrasa, 1945) es un historiador español. Catedrático de Historia Contemporánea de la Universidad Autónoma de Barcelona desde 1993, está considerado como un especialista en el ámbito de la historia social, del pensamiento político y cultural de la Cataluña contemporánea.

## Biografía
Gabriel es colaborador habitual de revistas como L'Avenç y Recerques desde sus inicios, y de otras como Historia Social, Randa, Serra d'Or o la francesa Catalonia de la Universidad de París-Sorbona. Ha escrito libros como El Moviment obrer a Mallorca (1973), Escrits polítics de Frederica Montseny (1979), Memòria de Joan Peiró i Belis (2008) o Historia de la proclamació de la República a Catalunya (1977), entre otros. Ha colaborado en diversas publicaciones colectivas como Les identitats nacionals, socials i polítiques i algunes de les seves refèrencies simbòliques, Nicolás Salmerón y el republicanismo parlamentario o Construyendo la modernidad : obra y pensamiento de Pablo Iglesias y ha sido director de otras como la obra de diez volúmenes Història de la cultura catalana.
Es miembro del patronato de la Biblioteca Arús de Barcelona, especializada en historia social y cultural del siglo XIX y principios del XX, y pertenece al “Grup d’Estudis República i Democràcia” (GERD).